# Mirza (chanson)
Pour les articles homonymes, voir Mirza.
Singles de Nino Ferrer
Je reviendrai
(1964) Viens je t'attends
(1965)
Mirza est une chanson écrite, composée et interprétée par Nino Ferrer, parue en single 45 tours quatre titres en 1965 chez Riviera.

## Historique
La chanson est née d’une impro exécutée par Nino Ferrer et inspirée de La la la la la, un morceau écrit par Clarence Paul et chanté par Stevie Wonder en 1962, alors que celui-ci avait douze ans.
Cette impro est basée sur un événement réel : l’été 1965, Nino se produit avec son groupe dans les discothèques du Sud-Est, notamment à La Playa, un club-restaurant de Fréjus-Plage. Entre deux sets, on diffuse La la la la la. À ce moment, une vieille dame rameute l'assistance pour retrouver le chien qu’elle a perdu, nommé Mirza. Nino prend alors le micro et entonne : « Z’avez pas vu Mirza… La la la la la… ». Durant plusieurs jours, Nino Ferrer va tester cette petite mélodie dans les différents boîtes où il se produit avec son groupe, et il se rend compte de son succès. Il décide donc de procéder à son enregistrement en studio .
Deuxième hypothèse : Nino Ferrer a composé la chanson trois ans plus tôt, en s'inspirant d'une chienne nommée Lassie, recueillie par ses parents, qui avait fait une fugue de 300 km. Sur la scène du Bilboquet, club de jazz germanopratin où il se produit, Eddie Barclay entend la chanson et lui propose un contrat. Dans son Petit dictionnaire énervé de Tintin, Albert Algoud affirme que le nom Mirza est inspiré par les aventures de Tintin de Hergé, où il est plusieurs fois question de la disparition d'un chien nommé Mirza.
Troisième hypothèse : Nino Ferrer chante à l'occasion du festival de Cannes. Dans l'assistance, il aperçoit une femme qui court après son chien Mirza… Il improvise aussitôt : "Z'avez pas vu Mirza…"

## Réception
Mirza réussit à se classer à la 10e place des ventes en France. Il s'est écoulé à plus de 75 000 exemplaires.
La chanson est incluse dans une liste de 3 000 morceaux classiques du rock dans l'ouvrage La Discothèque parfaite de l'odyssée du rock de Gilles Verlant.

## Thème de la chanson
Cette chanson ne possède pas de réel refrain, mais une suite de phrases très simples, liées au rythme de la chanson, telles que :
  
« Où est passée Mirza ? »,
 « Où est donc passé ce chien ? » et
 « Veux-tu venir ici ! »
Ce texte, déclamé sur un ton très haut, semble indiquer que le personnage de la chanson, très énervé, est à la recherche de son chien, apparemment en divagation, et que cela semble le mettre littéralement en transe.

## Titres
| 1. | Mirza          | 2:26 |
| 2. | Les Cornichons | 2:58 |

| 1. | Il me faudra… Natacha | 2:30 |
| 2. | Ma vie pour rien      | 3:50 |

## Au cinéma
Sauf indication contraire, les informations mentionnées dans cette section peuvent être confirmées par le générique de fin de l'œuvre audiovisuelle présentée ici, ainsi que par la base de données cinématographiques IMDb,  présente dans la section « Liens externes ».
- Pieds nus sur les limaces - musique additionnelle

## Reprise
Jalil Bennis et les Golden Hands – Mirza (1967) en arabe.